# William Balikwisha
William Balikwisha (Brussel 12 mei 1999) is een Belgisch-Congolees voetballer die doorgaans als vleugelspeler speelt. Hij speelt sinds 2024 voor de Belgische club OH Leuven.

## Clubcarrière
Balikwisha sloot zich op vierjarige leeftijd aan bij RSC Anderlecht. In 2014 trok hij naar Standard Luik. Op 18 augustus 2018 debuteerde hij in de Jupiler Pro League tegen Lokeren. Na zijn eerste volledige seizoen bij de A-kern leende Standard de aanvaller uit aan Cercle Brugge, maar daar paste hij al snel niet meer in de plannen van trainer Bernd Storck. Nadat hij in november 2019 naar de B-kern van Cercle Brugge was gevlogen, keerde Balikwisha in de winter van 2020 vervroegd terug naar Standard. Balikwisha leek op weg om in de tweede helft van het seizoen aan amateurclub RFC Seraing uitgeleend te worden, maar trok uiteindelijk op huurbasis naar MVV Maastricht.

## Clubstatistieken
| Seizoen   | Club             | Land               | Competitie         | Competitie | Competitie | Beker | Beker | Supercup | Supercup | Internationaal | Internationaal | Totaal | Totaal |
| Seizoen   | Club             | Land               | Competitie         | Wed.       | Dlp.       | Wed.  | Dlp.  | Wed.     | Dlp.     | Wed.           | Dlp.           | Wed.   | Dlp.   |
| --------- | ---------------- | ------------------ | ------------------ | ---------- | ---------- | ----- | ----- | -------- | -------- | -------------- | -------------- | ------ | ------ |
| 2018/19   | Standard Luik    | Vlag van België    | Jupiler Pro League | 5          | 0          | 1     | 0     | 0        | 0        | 0              | 0              | 6      | 0      |
| 2019/20   | → Cercle Brugge  | Vlag van België    | Jupiler Pro League | 3          | 0          | 1     | 0     | —        | —        | —              | —              | 4      | 0      |
| 2019/20   | → MVV Maastricht | Vlag van Nederland | Eerste divisie     | 7          | 0          | 0     | 0     | —        | —        | —              | —              | 7      | 0      |
| 2020/21   | Standard Luik    | Vlag van België    | Eerste klasse A    | 3          | 0          | 0     | 0     | —        | —        | 0              | 0              | 3      | 0      |
| 2021/22   | Standard Luik    | Vlag van België    | Eerste klasse A    | 0          | 0          | 1     | 0     | —        | —        | 0              | 0              | 1      | 0      |
| 2023/2024 | OH Leuven        | België             | Jupiler Pro League |            |            |       |       |          |          |                |                |        |        |
| 2024/2025 | OH Leuven        | Vlag van België    | Jupiler Pro League |            |            |       |       |          |          |                |                |        |        |
| Totaal    | Totaal           | Totaal             | Totaal             | 18         | 0          | 3     | 0     | 0        | 0        | 0              | 0              | 21     | 0      |

## Familie
Hij is een oudere broer van Michel-Ange Balikwisha die actief is als profvoetballer bij Royal Antwerp Football Club.